# 3215 Lapko
3215 Lapko (1980 BQ) là một tiểu hành tinh vành đai chính được phát hiện ngày 23 tháng 1 năm 1980 bởi L. G. Karachkina ở Nauchnyj.